# فيها الملح والسكر أو مبغاتش تموت 1
فيها الملح والسكر أومبغاتش تموت 1 فيلم من تأليف وإخراج حكيم النوري وهو الجزء الأول للفيلم المكون من ثلاث أجزاء بنفس العنوان، والذي يطرح فيه المخرج مشكلة الفوارق الإجتماعية بين الزوجين المؤدية لعدم الإستقرار والناتج عنه الخيانة الزوجية في بعض الأحيان كل هذا في قالب هزلي كوميدي.
بلغت نسبة مشاهدة الجزء الأول للفيلم في القاعات السينيمائية المغربية إلى 600.000 مشاهد  مما جعله يعتبر من أنجح الأفلام في تاريخ السينيما المغربية، والفيلم الذي شكل نقلة نوعية للمخرج والممثل المغربي حكيم النوري.

## قصة الفيلم
تدور أحداث الجزء الأول من الفيلم بعاصمة الأعمال الدارالبيضاء، وتحكي عن شاب ذكي من عائلة متواضعة يدعى نجيب متزوج من فتاة غنية لكنه يعاني من تسلط حماته عليه رغم مرضها بآرتفاع ضغط الدم والسكري ورغم منحها إياه منصب مدير الشركة التي تملكها، فيحاول التخلص من تسلطها بشتى الطرق متمنيا أن يؤثر عليها المرض ويجعلها تفارق الحياة حتى يتخلص من تسلطها والرعب الكبير الذي تخلقه له. إلا أن المشاكل ترافقه كلما أراد ذلك ومن أهم تلك المشاكل علاقته بجارته التي يقع في حبها وتصبح عشيقته.

## الممثلين
- رشيد الوالي
- أمينة رشيد
- أسماء الخمليشي
- هدى الريحاني
- محمد بن إبراهيم
- زهور سليماني
- هشام الإبراهيمي

## وصلات خارجية
- فيها الملح والسكر أو مبغاتش تموت 1 على موقع IMDb (الإنجليزية)
- فيها الملح والسكر أو مبغاتش تموت 1 على موقع قاعدة بيانات الأفلام العربية
- فيها الملح والسكر أو مبغاتش تموت 1 على موقع قاعدة بيانات الفيلم (الإنجليزية)
- فيها الملح والسكر أو مبغاتش تموت 1 على موقع ليتربوكسد (الإنجليزية)